# Plácido Galindo
Plácido Reynaldo Galindo Pando (* 9. März 1906 in Lima; † 22. Oktober 1988 ebenda) war ein peruanischer Fußballspieler. Er nahm an der ersten Fußball-Weltmeisterschaft 1930 in Uruguay teil und wurde als erster Spieler in der Geschichte der Fußball-WM vom Platz gestellt.

## Karriere
Galindo gehörte zu den Gründern der Federación Universitaria, 1931 umbenannt in Universitario de Deportes, und verbrachte dort seine gesamte Spielerkarriere. 1929 gewann er mit Universitaria die peruanische Meisterschaft. Auch nach dem Ende seiner aktiven Laufbahn blieb er dem Klub in verschiedenen Funktionen erhalten.
Er nahm mit der peruanischen Nationalmannschaft an der Südamerikameisterschaft 1929 in Argentinien teil. Galindo bestritt das Spiel gegen die Gastgeber, in dem Peru mit 0:3 unterlag.
Bei der Weltmeisterschaft 1930 stand er ebenfalls im Aufgebot Perus.  Dort kam er in beiden Vorrundenspielen zum Einsatz. Im Spiel gegen Rumänien führte Galindo seine Mannschaft als Kapitän auf das Spielfeld. In der 70. Minute wurde er als erster Spieler in der Geschichte der Fußballweltmeisterschaft des Feldes verwiesen. Dennoch stand er auch im zweiten Spiel gegen den späteren Weltmeister Uruguay auf dem Platz.

## Erfolge
- Peruanische Meisterschaft: 1929